# Ali Erbaş
Ali Erbaş (arabe علي أرباش ; né en 1961 dans la province d'Ordu, en Turquie) est un professeur des universités et spécialiste de l'histoire des religions turc. Depuis 2017, il est ministre des Affaires religieuses au gouvernement,,,,.

## Biographie

### Formation
Ali Erbaş né en 1961 dans le village de Yesilyurt, de la ville de Kabadüz, en province d'Ordu. Il étudie à l’école primaire du village de Yesilyurt. En 1980, il est diplômé du lycée Imam-Hatib (imam-enseignant) de Sakarya. Puis, en 1984, il est licencié de la faculté de théologie de l’Université de Marmara à Istanbul.
Entre 1984 et 1993, il est en fonction en tant que personnel religieux au sein de diverses mosquées attachées à l’Office de Muftis de Fatih à Istanbul de la Présidence des Affaires religieuses.
Il termine son master en 1987 avec un mémoire intitulé Les Répétitions dans le Saint Coran, à la faculté de théologie de l’université Marmara, dans le Département de Tafsir (exégèse du Coran). En 1993, il soutient sa thèse de doctorat intitulée La Croyance aux anges dans les religions divines, au sein du département de l’histoire des religions.
En parallèle, de 1988 à 1990, il poursuit une formation de spécialisation au Centre d’Enseignement Haseki à Istanbul destinée aux étudiants en master et en doctorat.

#### Parcours académique
En 1993, il est nommé Professeur Adjoint au département d’histoire des religions de la faculté de théologie de l’Université de Sakarya.
En juillet et août 1994, il effectue des recherches dans le domaine de l’histoire des religions et des sciences religieuses au sein des bibliothèques du Centre Georges-Pompidou et de l’Université Sorbonne à Paris. Plus tard, lors de l'année académique 1996-1997, il réalise des recherches dans son domaine de spécialisation en tant que conférencier invité à l’université des sciences humaines de Strasbourg pendant un an.
Il retourne en Turquie pour l'année académique 1997-1998 et devint professeur agrégé en novembre 1998, et professeur en janvier 2004.
Entre 1993 et 2006, il est président du département d'histoire des religions et président du département de philosophie et des sciences religieuses.
Entre 1997 et 2002, il prend la fonction d’assistant doyen à l’Université de Sakarya. Il est doyen au sein de la même université, pendant deux semestres entre 2006 et 2011.
Entre 2003 et 2011, il rend service en tant que membre du sénat de l’Université de Sakarya, et en tant que membre du conseil d'administration dans la même université entre 2006 et 2011.
En 2011, il est nommé à la direction générale des services d’éducation de la Présidence des affaires religieuses.
Ali Erbas est nommé recteur de l'Université de Yalova le 8 juin 2017. Il est nommé à la Présidence des Affaires Religieuses le 17 septembre 2017.
Ali Erbas est l'auteur de 12 livres, d’un grand nombre d’articles. Il fait de nombreuses déclarations de symposium et de conférences en Turquie et à l’étranger. Il connaît bien l’arabe et le français.

## Vie privée
Il est marié et père de quatre enfants.